# Премия Юхана Шютте в политических науках
Премия Юхана Шютте в политической науке (швед. Skytteanska priset i statsvetenskap; англ. Johan Skytte Prize in Political Science) — международная научная премия, вручаемая учёному, внесшему значительный вклад в развитие политической науки.
Премия учреждена в 1994 году Фондом имени Юхана Шютте Уппсальского университета. Сам фонд восходит к пожертвованию в 1622 году от Юхана Шютте (1577—1645), политического деятеля и канцлера Уппсальского университета, который основал профессуру риторики и государственного управления в этом учебном заведении.
Первое награждение состоялось в 1995 году, и с тех пор премия присуждается ежегодно. Первым лауреатом премии стал выдающийся американский политолог, профессор Йельского университета Роберт Даль. 
Лауреату вручается денежная премия в размере 500 тыс. шведских крон (около 52 тыс. долларов США) и золотая медаль.
Премия Юхана Шютте заработала престижную репутацию среди исследователей и получила прозвище «Нобелевская премия по политологии». Согласно опросу, проведённому в 2013 и 2014 годах, премия является самой престижной международной академической наградой в политологии.

## Список лауреатов
| Год  | Портрет                                                                          | Лауреат | Обоснование награды |
| ---- | -------------------------------------------------------------------------------- | --- | --- |
| 1995 |                                                                                  | Роберт Алан Даль (1915—2014), заслуженный профессор, Йельский университет                                  | За его проницательный анализ теории демократии, в сочетании с эпохальным эмпирическим исследованием фактического функционирования представительной власти Оригинальный текст (англ.)"for his penetrating analysis of democratic theory, characterized by deep learning and breadth of mind, combined with epochal empirical studies of the actual functioning of representative government" |
| 1996 |                                                                                  | Хуан Хосе Линц (1926—2013), профессор, Йельский университет                                                | За его глобальное исследование хрупкости демократии в лице авторитарных проблем, которое характеризуется методологической универсальностью и историко-социологической широтой Оригинальный текст (англ.)"for his global investigation of the fragility of democracy in the face of the authoritarian threat, characterized by methodological versatility and historical and sociological breadth" |
| 1997 |                                                                                  | Аренд д'Ангремонд Лейпхарт (р. 1936), профессор, Калифорнийский университет в Сан-Диего                    | За его теоретически и эмпирически новаторские исследования о функции консенсуса в демократической политике в неоднородных (гетерогенных) и однородных (гомогенных) обществах Оригинальный текст (англ.)"for his theoretically and empirically pathbreaking research on the function of consensus in democratic politics in divided as well as in homogeneous societies" |
| 1998 |                                                                                  | Александр Джордж (1920—2006), профессор, Стэнфордский университет                                          | За его новаторской анализ возможностей и ограничений государственного управления при принятии решений и ответственном руководстве во внешней политике Оригинальный текст (англ.)"for his pathbreaking analysis of statecraft, its possibilities and limits, performed with great sensitivity for the importance of judgement, reasoned argumentation and responsible leadership in foreign policy decision-making" |
| 1999 |                                                                                  | Элионор Клэр Остром (1933—2012), профессор, Индианский университет в Блумингтоне                           | За её глубокий эмпирический и теоретический анализ характера коллективных действий и рационального выбора Оригинальный текст (англ.)"for her profound, empirical as well as theoretical, analysis of the nature of collective action and rational choice" |
| 2000 |                                                                                  | Фриц Шарпф (р. 1935), профессор, Институт Макса Планка по изучению общества в Кёльне                       | За его анализ основных понятий политической науки с теоретической ясностью и эмпирической тщательностью в эпоху транснациональных изменений Оригинальный текст (англ.)"for having analysed key concepts of political science with theoretical clarity and empirical thoroughness during an era of transnational change" |
| 2001 |                                                                                  | Брайан Бэрри (1936—2009), профессор, Колумбийский университет                                              | За его весомый и страстный вклад в политическую теорию, идущую от великой традиции эпохи Просвещения Оригинальный текст (англ.)"for his profound contribution to normative political theory performed with passion as well as clarity in the grand tradition from the Enlightenment" |
| 2002 |                                                                                  | Сидней Верба (1932—2019), профессор, Гарвардский университет                                               | За его проникающей эмпирический анализ политического участия и его значение для функционирования демократии Оригинальный текст (англ.)"for his penetrating empirical analysis of political participation and its significance for the functioning of democracy" |
| 2003 |                                                                                  | Ханна Фенихель Питкин (1931—2023), заслуженный профессор, Калифорнийский университет в Беркли              | За её новаторскую теоретическую работу, посвященную преимущественно проблеме репрезентации Оригинальный текст (англ.)"for her pathbreaking theoretical work, predominantly on the problem of representation" |
| 2004 |                                                                                  | Жан Блондель (1929—2022), профессор, Институт политических исследований в Париже                           | За выдающийся вклад в профессионализацию европейской политической науки, и как основателю новаторского компаративистского учреждения Оригинальный текст (англ.)"for his outstanding contribution to the professionalisation of European political science, both as a pioneering comparativist and an institution builder" |
| 2005 |                                                                                  | Роберт Оуэн Кеохэйн (р. 1941), профессор, Принстонский университет                                         | За значительный вклад в наше понимание мировой политики в эпоху взаимозависимости, глобализации и терроризма Оригинальный текст (англ.)"for his significant contribution to our understanding of world politics in an era of interdependence, globalisation and terrorism" |
| 2006 |                                                                                  | Роберт Дэвид Патнэм (р. 1941), профессор, Гарвардский университет                                          | За его теорию социального капитала Оригинальный текст (англ.)"for his theory of the social capital" |
| 2007 |                                                                                  | Теда Скочпол (р. 1947), профессор, Гарвардский университет                                                 | За её дальновидный анализ значимости государства для развития, благополучия и политического доверия Оригинальный текст (англ.)"for her visionary analysis of the significance of the state for revolutions, welfare and poltical trust, pursued withy theoretical depth and empirical evidence" |
| 2008 |                                                                                  | Рейн Таагепера (р. 1933), профессор, Калифорнийский университет в Ирвайне                                  | За его глубокий анализ функционирования избирательных систем в представительской демократии Оригинальный текст (англ.)"for his profound analysis of the function of electoral systems in representative democracy" |
| 2009 |                                                                                  | Филипп Шмиттер (р. 1936), профессор, Стэнфордский университет                                              | За его новаторские работы о роли корпоративизма в современных демократиях, и за его инновационный анализ демократизации Оригинальный текст (англ.)"for his path-breaking work on the role of corporatism in modern democracies, and for his stimulating and innovative analysis of democratization" |
| 2010 |                                                                                  | Адам Пшеворский (р. 1940), профессор, Нью-Йоркский университет                                             | За существенное повышение научных стандартов в отношении анализа между демократией, капитализма и экономического развития Оригинальный текст (англ.)"for essentially raising the scientific standards regarding the analysis of the relations between democracy, capitalism and economic development" |
| 2011 |                                                                                  | Рональд Франклин Инглхарт (1934—2021), профессор, Мичиганский университет (1⁄2 премии)                     | За их вклад и инновационные идеи о значимости и основах политической культуры в глобальном контексте Оригинальный текст (англ.)"for contributing innovative ideas about the relevance and roots of political culture in a global context, transcending previous mainstream approaches of research" |
| 2011 | Пиппа Норрис (р. 1953), профессор, Гарвардский университет (1⁄2 премии)          | | За их вклад и инновационные идеи о значимости и основах политической культуры в глобальном контексте Оригинальный текст (англ.)"for contributing innovative ideas about the relevance and roots of political culture in a global context, transcending previous mainstream approaches of research" |
| 2012 |                                                                                  | Кэрол Пейтмен (р. 1940), заслуженный профессор, Калифорнийский университет в Лос-Анджелесе                 | За то, что бросает вызов устоявшимся идеям о поле и равенстве Оригинальный текст (англ.)"in a though-provoking way challenging established ideas about participation, sex and euality" |
| 2013 |                                                                                  | Роберт Аксельрод (р. 1943), профессор, Мичиганский университет                                             | За глубокое изменение наших представлений о предпосылках человеческого сотрудничества Оригинальный текст (англ.)"profoundly having changed our presumptions about the preconditions for human cooperation" |
| 2014 |                                                                                  | Дэвид Коллиер (р. 1942), профессор, Калифорнийский университет в Беркли                                    | За его вклад в концептуальную разработку и переосмысление качественных методов в политологии Оригинальный текст (англ.)"his contribution to the conceptual development and the re-thinking of qualitative methods in Political Science" |
| 2015 |                                                                                  | Ёсихиро Фрэнсис Фукуяма (р. 1952), старший научный сотрудник, Стэнфордский университет                     | За то, что с захватывающей дух ученостью, ясностью и мужеством по новому осветил современный политический порядок Оригинальный текст (англ.)"breath-taking learnedness, clarity and courage thrown new light over the growth of modern political order" |
| 2016 |                                                                                  | Юн Эльстер (р. 1940), профессор, Колумбийский университет                                                  | За пронзительное, проницательное и непоколебимое побуждение к проверке и пересмотру того, что определяет человеческое поведение Оригинальный текст (англ.)"for penetrating, astute and unwavering drive to test and reconsider what explains human behaviour" |
| 2017 |                                                                                  | Амартия Сен (р. 1933), профессор, Гарвардский университет                                                  | За его многогранное достижение, которое сочетает понимание уязвимости людей и знание о потенциале демократии, способной освободить от этого лишения Оригинальный текст (англ.)"for his multifaceted achievement that combines insights into human vulnerability with knowledge about the potential of democratic political power to redress and relieve this deprivation” |
| 2018 |                                                                                  | Джейн Джебб Мансбридж (р. 1939), профессор, Школа управления им. Джона Ф. Кеннеди, Гарвардский университет | За её проницательность и глубокую вовлечённость в развитие феминистской теории, сформировавшей современное понимание демократии в ее прямых и представительных формах Оригинальный текст (англ.)"for her sharpness, deep involvement in the feminist theory having shaped our understanding of democracy in its direct and representative forms" |
| 2019 |                                                                                  | Маргарет Леви (р. 1947), профессор, Стэнфордский университет                                               | За то, что заложила основы нашего понимания того, почему граждане принимают государственное принуждение, объединив теоретическую проницательность и исторические знания Оригинальный текст (англ.)"for having laid the foundations of our understanding of why citizens accept state coercion, by combining theoretical acumen and historical knowledge" |
| 2020 |                                                                                  | Питер Каценштейн (р. 1945), профессор, Корнеллский университет                                             | За содействие пониманию того, как история, культура и нормы формируют экономику, а также национальную и глобальную политику безопасности Оригинальный текст (англ.)"for furthering the understanding of how history, culture, and norms shape economies, as well as national and global security policy" |
| 2021 |                                                                                  | Дэвид Лэйтин (р. 1945), профессор, Стэнфордский университет                                                | За его оригинальное и объективное объяснение того, как политика формирует культурные стратегии в гетерогенных обществах Оригинальный текст (англ.)"for his original and objective explanation of how politics shapes cultural strategies in heterogeneous societies” |
| 2022 |                                                                                  | Роберт Гудин (р. 1950), профессор, Австралийский национальный университет                                  | За свою впечатляющую работу, в которой он с остротой и успехом пытался соединить политическую философию с эмпирической политической наукой, чтобы лучше понять, как можно сформировать достойное общество Оригинальный текст (англ.)for his impressive work in which he “with acuity and success endeavored to blend political philosophy with empirical political science to increase the understanding of how decent and dignified societies can be shaped”                                                                                       |
| 2023 |                                                                                  | Александр Вендт (р. 1958), профессор, Университет штата Огайо (1⁄2 премии)                                 | За то, что сформулировали и эмпирически продемонстрировали плодотворность конструктивизма, обновив тем самым и углубив понимание международной политики Оригинальный текст (англ.)“for having formulated and empirically demonstrated the fruitfulness of constructivism, thus renewing and deepening the understanding of international politics” |
| 2023 | Марта Финнемор (р. 1959), профессор, Университет Джорджа Вашингтона (1⁄2 премии) | | За то, что сформулировали и эмпирически продемонстрировали плодотворность конструктивизма, обновив тем самым и углубив понимание международной политики Оригинальный текст (англ.)“for having formulated and empirically demonstrated the fruitfulness of constructivism, thus renewing and deepening the understanding of international politics” |
| 2024 |                                                                                  | Юрген Хабермас (р. 1929), профессор, Франкфуртский университет                                             | За то, что постоянно напоминал, теоретически и эмпирически, что сама основа демократии зависит от способности и готовности человека уважать других посредством коммуникативных действий и на этой основе участвовать в критической аргументации и дискурсе Оригинальный текст (англ.)“constantly reminded us, theoretically and empirically, that the very lifeblood of democracy depends on human capacity and willingness to respect others by means of communicative action and on that basis to engage in critical argumentation and discourse” |
| 2025 |                                                                                  | Герберт Китчелт (р. 1955), профессор, Университет Дьюка                                                    | За расширение знаний о функционировании демократических партийных систем с исключительной теоретической остротой и впечатляющей эмпирической широтой и глубиной Оригинальный текст (англ.)“for having increased knowledge of the functioning of democratic party systems with exquisite theoretical acuity and impressive empirical breadth and depth” |